# Bateria (escacs)
|   | a | b | c | d | e | f | g | h |   |
| 8 | a8 negres torre · d8 negres rei · h8 negres torre · a7 negres peó · b7 negres peó · d7 negres peó · f7 negres peó · g7 negres alfil · h7 negres peó · c6 negres cavall · g6 negres peó · c3 blanques cavall · d3 blanques torre · f3 blanques cavall · a2 blanques peó · b2 blanques peó · c2 blanques peó · f2 blanques peó · g2 blanques peó · h2 blanques peó · d1 blanques torre · g1 blanques rei | a8 negres torre · d8 negres rei · h8 negres torre · a7 negres peó · b7 negres peó · d7 negres peó · f7 negres peó · g7 negres alfil · h7 negres peó · c6 negres cavall · g6 negres peó · c3 blanques cavall · d3 blanques torre · f3 blanques cavall · a2 blanques peó · b2 blanques peó · c2 blanques peó · f2 blanques peó · g2 blanques peó · h2 blanques peó · d1 blanques torre · g1 blanques rei | a8 negres torre · d8 negres rei · h8 negres torre · a7 negres peó · b7 negres peó · d7 negres peó · f7 negres peó · g7 negres alfil · h7 negres peó · c6 negres cavall · g6 negres peó · c3 blanques cavall · d3 blanques torre · f3 blanques cavall · a2 blanques peó · b2 blanques peó · c2 blanques peó · f2 blanques peó · g2 blanques peó · h2 blanques peó · d1 blanques torre · g1 blanques rei | a8 negres torre · d8 negres rei · h8 negres torre · a7 negres peó · b7 negres peó · d7 negres peó · f7 negres peó · g7 negres alfil · h7 negres peó · c6 negres cavall · g6 negres peó · c3 blanques cavall · d3 blanques torre · f3 blanques cavall · a2 blanques peó · b2 blanques peó · c2 blanques peó · f2 blanques peó · g2 blanques peó · h2 blanques peó · d1 blanques torre · g1 blanques rei | a8 negres torre · d8 negres rei · h8 negres torre · a7 negres peó · b7 negres peó · d7 negres peó · f7 negres peó · g7 negres alfil · h7 negres peó · c6 negres cavall · g6 negres peó · c3 blanques cavall · d3 blanques torre · f3 blanques cavall · a2 blanques peó · b2 blanques peó · c2 blanques peó · f2 blanques peó · g2 blanques peó · h2 blanques peó · d1 blanques torre · g1 blanques rei | a8 negres torre · d8 negres rei · h8 negres torre · a7 negres peó · b7 negres peó · d7 negres peó · f7 negres peó · g7 negres alfil · h7 negres peó · c6 negres cavall · g6 negres peó · c3 blanques cavall · d3 blanques torre · f3 blanques cavall · a2 blanques peó · b2 blanques peó · c2 blanques peó · f2 blanques peó · g2 blanques peó · h2 blanques peó · d1 blanques torre · g1 blanques rei | a8 negres torre · d8 negres rei · h8 negres torre · a7 negres peó · b7 negres peó · d7 negres peó · f7 negres peó · g7 negres alfil · h7 negres peó · c6 negres cavall · g6 negres peó · c3 blanques cavall · d3 blanques torre · f3 blanques cavall · a2 blanques peó · b2 blanques peó · c2 blanques peó · f2 blanques peó · g2 blanques peó · h2 blanques peó · d1 blanques torre · g1 blanques rei | a8 negres torre · d8 negres rei · h8 negres torre · a7 negres peó · b7 negres peó · d7 negres peó · f7 negres peó · g7 negres alfil · h7 negres peó · c6 negres cavall · g6 negres peó · c3 blanques cavall · d3 blanques torre · f3 blanques cavall · a2 blanques peó · b2 blanques peó · c2 blanques peó · f2 blanques peó · g2 blanques peó · h2 blanques peó · d1 blanques torre · g1 blanques rei | 8 |
| 7 | a8 negres torre · d8 negres rei · h8 negres torre · a7 negres peó · b7 negres peó · d7 negres peó · f7 negres peó · g7 negres alfil · h7 negres peó · c6 negres cavall · g6 negres peó · c3 blanques cavall · d3 blanques torre · f3 blanques cavall · a2 blanques peó · b2 blanques peó · c2 blanques peó · f2 blanques peó · g2 blanques peó · h2 blanques peó · d1 blanques torre · g1 blanques rei | a8 negres torre · d8 negres rei · h8 negres torre · a7 negres peó · b7 negres peó · d7 negres peó · f7 negres peó · g7 negres alfil · h7 negres peó · c6 negres cavall · g6 negres peó · c3 blanques cavall · d3 blanques torre · f3 blanques cavall · a2 blanques peó · b2 blanques peó · c2 blanques peó · f2 blanques peó · g2 blanques peó · h2 blanques peó · d1 blanques torre · g1 blanques rei | a8 negres torre · d8 negres rei · h8 negres torre · a7 negres peó · b7 negres peó · d7 negres peó · f7 negres peó · g7 negres alfil · h7 negres peó · c6 negres cavall · g6 negres peó · c3 blanques cavall · d3 blanques torre · f3 blanques cavall · a2 blanques peó · b2 blanques peó · c2 blanques peó · f2 blanques peó · g2 blanques peó · h2 blanques peó · d1 blanques torre · g1 blanques rei | a8 negres torre · d8 negres rei · h8 negres torre · a7 negres peó · b7 negres peó · d7 negres peó · f7 negres peó · g7 negres alfil · h7 negres peó · c6 negres cavall · g6 negres peó · c3 blanques cavall · d3 blanques torre · f3 blanques cavall · a2 blanques peó · b2 blanques peó · c2 blanques peó · f2 blanques peó · g2 blanques peó · h2 blanques peó · d1 blanques torre · g1 blanques rei | a8 negres torre · d8 negres rei · h8 negres torre · a7 negres peó · b7 negres peó · d7 negres peó · f7 negres peó · g7 negres alfil · h7 negres peó · c6 negres cavall · g6 negres peó · c3 blanques cavall · d3 blanques torre · f3 blanques cavall · a2 blanques peó · b2 blanques peó · c2 blanques peó · f2 blanques peó · g2 blanques peó · h2 blanques peó · d1 blanques torre · g1 blanques rei | a8 negres torre · d8 negres rei · h8 negres torre · a7 negres peó · b7 negres peó · d7 negres peó · f7 negres peó · g7 negres alfil · h7 negres peó · c6 negres cavall · g6 negres peó · c3 blanques cavall · d3 blanques torre · f3 blanques cavall · a2 blanques peó · b2 blanques peó · c2 blanques peó · f2 blanques peó · g2 blanques peó · h2 blanques peó · d1 blanques torre · g1 blanques rei | a8 negres torre · d8 negres rei · h8 negres torre · a7 negres peó · b7 negres peó · d7 negres peó · f7 negres peó · g7 negres alfil · h7 negres peó · c6 negres cavall · g6 negres peó · c3 blanques cavall · d3 blanques torre · f3 blanques cavall · a2 blanques peó · b2 blanques peó · c2 blanques peó · f2 blanques peó · g2 blanques peó · h2 blanques peó · d1 blanques torre · g1 blanques rei | a8 negres torre · d8 negres rei · h8 negres torre · a7 negres peó · b7 negres peó · d7 negres peó · f7 negres peó · g7 negres alfil · h7 negres peó · c6 negres cavall · g6 negres peó · c3 blanques cavall · d3 blanques torre · f3 blanques cavall · a2 blanques peó · b2 blanques peó · c2 blanques peó · f2 blanques peó · g2 blanques peó · h2 blanques peó · d1 blanques torre · g1 blanques rei | 7 |
| 6 | a8 negres torre · d8 negres rei · h8 negres torre · a7 negres peó · b7 negres peó · d7 negres peó · f7 negres peó · g7 negres alfil · h7 negres peó · c6 negres cavall · g6 negres peó · c3 blanques cavall · d3 blanques torre · f3 blanques cavall · a2 blanques peó · b2 blanques peó · c2 blanques peó · f2 blanques peó · g2 blanques peó · h2 blanques peó · d1 blanques torre · g1 blanques rei | a8 negres torre · d8 negres rei · h8 negres torre · a7 negres peó · b7 negres peó · d7 negres peó · f7 negres peó · g7 negres alfil · h7 negres peó · c6 negres cavall · g6 negres peó · c3 blanques cavall · d3 blanques torre · f3 blanques cavall · a2 blanques peó · b2 blanques peó · c2 blanques peó · f2 blanques peó · g2 blanques peó · h2 blanques peó · d1 blanques torre · g1 blanques rei | a8 negres torre · d8 negres rei · h8 negres torre · a7 negres peó · b7 negres peó · d7 negres peó · f7 negres peó · g7 negres alfil · h7 negres peó · c6 negres cavall · g6 negres peó · c3 blanques cavall · d3 blanques torre · f3 blanques cavall · a2 blanques peó · b2 blanques peó · c2 blanques peó · f2 blanques peó · g2 blanques peó · h2 blanques peó · d1 blanques torre · g1 blanques rei | a8 negres torre · d8 negres rei · h8 negres torre · a7 negres peó · b7 negres peó · d7 negres peó · f7 negres peó · g7 negres alfil · h7 negres peó · c6 negres cavall · g6 negres peó · c3 blanques cavall · d3 blanques torre · f3 blanques cavall · a2 blanques peó · b2 blanques peó · c2 blanques peó · f2 blanques peó · g2 blanques peó · h2 blanques peó · d1 blanques torre · g1 blanques rei | a8 negres torre · d8 negres rei · h8 negres torre · a7 negres peó · b7 negres peó · d7 negres peó · f7 negres peó · g7 negres alfil · h7 negres peó · c6 negres cavall · g6 negres peó · c3 blanques cavall · d3 blanques torre · f3 blanques cavall · a2 blanques peó · b2 blanques peó · c2 blanques peó · f2 blanques peó · g2 blanques peó · h2 blanques peó · d1 blanques torre · g1 blanques rei | a8 negres torre · d8 negres rei · h8 negres torre · a7 negres peó · b7 negres peó · d7 negres peó · f7 negres peó · g7 negres alfil · h7 negres peó · c6 negres cavall · g6 negres peó · c3 blanques cavall · d3 blanques torre · f3 blanques cavall · a2 blanques peó · b2 blanques peó · c2 blanques peó · f2 blanques peó · g2 blanques peó · h2 blanques peó · d1 blanques torre · g1 blanques rei | a8 negres torre · d8 negres rei · h8 negres torre · a7 negres peó · b7 negres peó · d7 negres peó · f7 negres peó · g7 negres alfil · h7 negres peó · c6 negres cavall · g6 negres peó · c3 blanques cavall · d3 blanques torre · f3 blanques cavall · a2 blanques peó · b2 blanques peó · c2 blanques peó · f2 blanques peó · g2 blanques peó · h2 blanques peó · d1 blanques torre · g1 blanques rei | a8 negres torre · d8 negres rei · h8 negres torre · a7 negres peó · b7 negres peó · d7 negres peó · f7 negres peó · g7 negres alfil · h7 negres peó · c6 negres cavall · g6 negres peó · c3 blanques cavall · d3 blanques torre · f3 blanques cavall · a2 blanques peó · b2 blanques peó · c2 blanques peó · f2 blanques peó · g2 blanques peó · h2 blanques peó · d1 blanques torre · g1 blanques rei | 6 |
| 5 | a8 negres torre · d8 negres rei · h8 negres torre · a7 negres peó · b7 negres peó · d7 negres peó · f7 negres peó · g7 negres alfil · h7 negres peó · c6 negres cavall · g6 negres peó · c3 blanques cavall · d3 blanques torre · f3 blanques cavall · a2 blanques peó · b2 blanques peó · c2 blanques peó · f2 blanques peó · g2 blanques peó · h2 blanques peó · d1 blanques torre · g1 blanques rei | a8 negres torre · d8 negres rei · h8 negres torre · a7 negres peó · b7 negres peó · d7 negres peó · f7 negres peó · g7 negres alfil · h7 negres peó · c6 negres cavall · g6 negres peó · c3 blanques cavall · d3 blanques torre · f3 blanques cavall · a2 blanques peó · b2 blanques peó · c2 blanques peó · f2 blanques peó · g2 blanques peó · h2 blanques peó · d1 blanques torre · g1 blanques rei | a8 negres torre · d8 negres rei · h8 negres torre · a7 negres peó · b7 negres peó · d7 negres peó · f7 negres peó · g7 negres alfil · h7 negres peó · c6 negres cavall · g6 negres peó · c3 blanques cavall · d3 blanques torre · f3 blanques cavall · a2 blanques peó · b2 blanques peó · c2 blanques peó · f2 blanques peó · g2 blanques peó · h2 blanques peó · d1 blanques torre · g1 blanques rei | a8 negres torre · d8 negres rei · h8 negres torre · a7 negres peó · b7 negres peó · d7 negres peó · f7 negres peó · g7 negres alfil · h7 negres peó · c6 negres cavall · g6 negres peó · c3 blanques cavall · d3 blanques torre · f3 blanques cavall · a2 blanques peó · b2 blanques peó · c2 blanques peó · f2 blanques peó · g2 blanques peó · h2 blanques peó · d1 blanques torre · g1 blanques rei | a8 negres torre · d8 negres rei · h8 negres torre · a7 negres peó · b7 negres peó · d7 negres peó · f7 negres peó · g7 negres alfil · h7 negres peó · c6 negres cavall · g6 negres peó · c3 blanques cavall · d3 blanques torre · f3 blanques cavall · a2 blanques peó · b2 blanques peó · c2 blanques peó · f2 blanques peó · g2 blanques peó · h2 blanques peó · d1 blanques torre · g1 blanques rei | a8 negres torre · d8 negres rei · h8 negres torre · a7 negres peó · b7 negres peó · d7 negres peó · f7 negres peó · g7 negres alfil · h7 negres peó · c6 negres cavall · g6 negres peó · c3 blanques cavall · d3 blanques torre · f3 blanques cavall · a2 blanques peó · b2 blanques peó · c2 blanques peó · f2 blanques peó · g2 blanques peó · h2 blanques peó · d1 blanques torre · g1 blanques rei | a8 negres torre · d8 negres rei · h8 negres torre · a7 negres peó · b7 negres peó · d7 negres peó · f7 negres peó · g7 negres alfil · h7 negres peó · c6 negres cavall · g6 negres peó · c3 blanques cavall · d3 blanques torre · f3 blanques cavall · a2 blanques peó · b2 blanques peó · c2 blanques peó · f2 blanques peó · g2 blanques peó · h2 blanques peó · d1 blanques torre · g1 blanques rei | a8 negres torre · d8 negres rei · h8 negres torre · a7 negres peó · b7 negres peó · d7 negres peó · f7 negres peó · g7 negres alfil · h7 negres peó · c6 negres cavall · g6 negres peó · c3 blanques cavall · d3 blanques torre · f3 blanques cavall · a2 blanques peó · b2 blanques peó · c2 blanques peó · f2 blanques peó · g2 blanques peó · h2 blanques peó · d1 blanques torre · g1 blanques rei | 5 |
| 4 | a8 negres torre · d8 negres rei · h8 negres torre · a7 negres peó · b7 negres peó · d7 negres peó · f7 negres peó · g7 negres alfil · h7 negres peó · c6 negres cavall · g6 negres peó · c3 blanques cavall · d3 blanques torre · f3 blanques cavall · a2 blanques peó · b2 blanques peó · c2 blanques peó · f2 blanques peó · g2 blanques peó · h2 blanques peó · d1 blanques torre · g1 blanques rei | a8 negres torre · d8 negres rei · h8 negres torre · a7 negres peó · b7 negres peó · d7 negres peó · f7 negres peó · g7 negres alfil · h7 negres peó · c6 negres cavall · g6 negres peó · c3 blanques cavall · d3 blanques torre · f3 blanques cavall · a2 blanques peó · b2 blanques peó · c2 blanques peó · f2 blanques peó · g2 blanques peó · h2 blanques peó · d1 blanques torre · g1 blanques rei | a8 negres torre · d8 negres rei · h8 negres torre · a7 negres peó · b7 negres peó · d7 negres peó · f7 negres peó · g7 negres alfil · h7 negres peó · c6 negres cavall · g6 negres peó · c3 blanques cavall · d3 blanques torre · f3 blanques cavall · a2 blanques peó · b2 blanques peó · c2 blanques peó · f2 blanques peó · g2 blanques peó · h2 blanques peó · d1 blanques torre · g1 blanques rei | a8 negres torre · d8 negres rei · h8 negres torre · a7 negres peó · b7 negres peó · d7 negres peó · f7 negres peó · g7 negres alfil · h7 negres peó · c6 negres cavall · g6 negres peó · c3 blanques cavall · d3 blanques torre · f3 blanques cavall · a2 blanques peó · b2 blanques peó · c2 blanques peó · f2 blanques peó · g2 blanques peó · h2 blanques peó · d1 blanques torre · g1 blanques rei | a8 negres torre · d8 negres rei · h8 negres torre · a7 negres peó · b7 negres peó · d7 negres peó · f7 negres peó · g7 negres alfil · h7 negres peó · c6 negres cavall · g6 negres peó · c3 blanques cavall · d3 blanques torre · f3 blanques cavall · a2 blanques peó · b2 blanques peó · c2 blanques peó · f2 blanques peó · g2 blanques peó · h2 blanques peó · d1 blanques torre · g1 blanques rei | a8 negres torre · d8 negres rei · h8 negres torre · a7 negres peó · b7 negres peó · d7 negres peó · f7 negres peó · g7 negres alfil · h7 negres peó · c6 negres cavall · g6 negres peó · c3 blanques cavall · d3 blanques torre · f3 blanques cavall · a2 blanques peó · b2 blanques peó · c2 blanques peó · f2 blanques peó · g2 blanques peó · h2 blanques peó · d1 blanques torre · g1 blanques rei | a8 negres torre · d8 negres rei · h8 negres torre · a7 negres peó · b7 negres peó · d7 negres peó · f7 negres peó · g7 negres alfil · h7 negres peó · c6 negres cavall · g6 negres peó · c3 blanques cavall · d3 blanques torre · f3 blanques cavall · a2 blanques peó · b2 blanques peó · c2 blanques peó · f2 blanques peó · g2 blanques peó · h2 blanques peó · d1 blanques torre · g1 blanques rei | a8 negres torre · d8 negres rei · h8 negres torre · a7 negres peó · b7 negres peó · d7 negres peó · f7 negres peó · g7 negres alfil · h7 negres peó · c6 negres cavall · g6 negres peó · c3 blanques cavall · d3 blanques torre · f3 blanques cavall · a2 blanques peó · b2 blanques peó · c2 blanques peó · f2 blanques peó · g2 blanques peó · h2 blanques peó · d1 blanques torre · g1 blanques rei | 4 |
| 3 | a8 negres torre · d8 negres rei · h8 negres torre · a7 negres peó · b7 negres peó · d7 negres peó · f7 negres peó · g7 negres alfil · h7 negres peó · c6 negres cavall · g6 negres peó · c3 blanques cavall · d3 blanques torre · f3 blanques cavall · a2 blanques peó · b2 blanques peó · c2 blanques peó · f2 blanques peó · g2 blanques peó · h2 blanques peó · d1 blanques torre · g1 blanques rei | a8 negres torre · d8 negres rei · h8 negres torre · a7 negres peó · b7 negres peó · d7 negres peó · f7 negres peó · g7 negres alfil · h7 negres peó · c6 negres cavall · g6 negres peó · c3 blanques cavall · d3 blanques torre · f3 blanques cavall · a2 blanques peó · b2 blanques peó · c2 blanques peó · f2 blanques peó · g2 blanques peó · h2 blanques peó · d1 blanques torre · g1 blanques rei | a8 negres torre · d8 negres rei · h8 negres torre · a7 negres peó · b7 negres peó · d7 negres peó · f7 negres peó · g7 negres alfil · h7 negres peó · c6 negres cavall · g6 negres peó · c3 blanques cavall · d3 blanques torre · f3 blanques cavall · a2 blanques peó · b2 blanques peó · c2 blanques peó · f2 blanques peó · g2 blanques peó · h2 blanques peó · d1 blanques torre · g1 blanques rei | a8 negres torre · d8 negres rei · h8 negres torre · a7 negres peó · b7 negres peó · d7 negres peó · f7 negres peó · g7 negres alfil · h7 negres peó · c6 negres cavall · g6 negres peó · c3 blanques cavall · d3 blanques torre · f3 blanques cavall · a2 blanques peó · b2 blanques peó · c2 blanques peó · f2 blanques peó · g2 blanques peó · h2 blanques peó · d1 blanques torre · g1 blanques rei | a8 negres torre · d8 negres rei · h8 negres torre · a7 negres peó · b7 negres peó · d7 negres peó · f7 negres peó · g7 negres alfil · h7 negres peó · c6 negres cavall · g6 negres peó · c3 blanques cavall · d3 blanques torre · f3 blanques cavall · a2 blanques peó · b2 blanques peó · c2 blanques peó · f2 blanques peó · g2 blanques peó · h2 blanques peó · d1 blanques torre · g1 blanques rei | a8 negres torre · d8 negres rei · h8 negres torre · a7 negres peó · b7 negres peó · d7 negres peó · f7 negres peó · g7 negres alfil · h7 negres peó · c6 negres cavall · g6 negres peó · c3 blanques cavall · d3 blanques torre · f3 blanques cavall · a2 blanques peó · b2 blanques peó · c2 blanques peó · f2 blanques peó · g2 blanques peó · h2 blanques peó · d1 blanques torre · g1 blanques rei | a8 negres torre · d8 negres rei · h8 negres torre · a7 negres peó · b7 negres peó · d7 negres peó · f7 negres peó · g7 negres alfil · h7 negres peó · c6 negres cavall · g6 negres peó · c3 blanques cavall · d3 blanques torre · f3 blanques cavall · a2 blanques peó · b2 blanques peó · c2 blanques peó · f2 blanques peó · g2 blanques peó · h2 blanques peó · d1 blanques torre · g1 blanques rei | a8 negres torre · d8 negres rei · h8 negres torre · a7 negres peó · b7 negres peó · d7 negres peó · f7 negres peó · g7 negres alfil · h7 negres peó · c6 negres cavall · g6 negres peó · c3 blanques cavall · d3 blanques torre · f3 blanques cavall · a2 blanques peó · b2 blanques peó · c2 blanques peó · f2 blanques peó · g2 blanques peó · h2 blanques peó · d1 blanques torre · g1 blanques rei | 3 |
| 2 | a8 negres torre · d8 negres rei · h8 negres torre · a7 negres peó · b7 negres peó · d7 negres peó · f7 negres peó · g7 negres alfil · h7 negres peó · c6 negres cavall · g6 negres peó · c3 blanques cavall · d3 blanques torre · f3 blanques cavall · a2 blanques peó · b2 blanques peó · c2 blanques peó · f2 blanques peó · g2 blanques peó · h2 blanques peó · d1 blanques torre · g1 blanques rei | a8 negres torre · d8 negres rei · h8 negres torre · a7 negres peó · b7 negres peó · d7 negres peó · f7 negres peó · g7 negres alfil · h7 negres peó · c6 negres cavall · g6 negres peó · c3 blanques cavall · d3 blanques torre · f3 blanques cavall · a2 blanques peó · b2 blanques peó · c2 blanques peó · f2 blanques peó · g2 blanques peó · h2 blanques peó · d1 blanques torre · g1 blanques rei | a8 negres torre · d8 negres rei · h8 negres torre · a7 negres peó · b7 negres peó · d7 negres peó · f7 negres peó · g7 negres alfil · h7 negres peó · c6 negres cavall · g6 negres peó · c3 blanques cavall · d3 blanques torre · f3 blanques cavall · a2 blanques peó · b2 blanques peó · c2 blanques peó · f2 blanques peó · g2 blanques peó · h2 blanques peó · d1 blanques torre · g1 blanques rei | a8 negres torre · d8 negres rei · h8 negres torre · a7 negres peó · b7 negres peó · d7 negres peó · f7 negres peó · g7 negres alfil · h7 negres peó · c6 negres cavall · g6 negres peó · c3 blanques cavall · d3 blanques torre · f3 blanques cavall · a2 blanques peó · b2 blanques peó · c2 blanques peó · f2 blanques peó · g2 blanques peó · h2 blanques peó · d1 blanques torre · g1 blanques rei | a8 negres torre · d8 negres rei · h8 negres torre · a7 negres peó · b7 negres peó · d7 negres peó · f7 negres peó · g7 negres alfil · h7 negres peó · c6 negres cavall · g6 negres peó · c3 blanques cavall · d3 blanques torre · f3 blanques cavall · a2 blanques peó · b2 blanques peó · c2 blanques peó · f2 blanques peó · g2 blanques peó · h2 blanques peó · d1 blanques torre · g1 blanques rei | a8 negres torre · d8 negres rei · h8 negres torre · a7 negres peó · b7 negres peó · d7 negres peó · f7 negres peó · g7 negres alfil · h7 negres peó · c6 negres cavall · g6 negres peó · c3 blanques cavall · d3 blanques torre · f3 blanques cavall · a2 blanques peó · b2 blanques peó · c2 blanques peó · f2 blanques peó · g2 blanques peó · h2 blanques peó · d1 blanques torre · g1 blanques rei | a8 negres torre · d8 negres rei · h8 negres torre · a7 negres peó · b7 negres peó · d7 negres peó · f7 negres peó · g7 negres alfil · h7 negres peó · c6 negres cavall · g6 negres peó · c3 blanques cavall · d3 blanques torre · f3 blanques cavall · a2 blanques peó · b2 blanques peó · c2 blanques peó · f2 blanques peó · g2 blanques peó · h2 blanques peó · d1 blanques torre · g1 blanques rei | a8 negres torre · d8 negres rei · h8 negres torre · a7 negres peó · b7 negres peó · d7 negres peó · f7 negres peó · g7 negres alfil · h7 negres peó · c6 negres cavall · g6 negres peó · c3 blanques cavall · d3 blanques torre · f3 blanques cavall · a2 blanques peó · b2 blanques peó · c2 blanques peó · f2 blanques peó · g2 blanques peó · h2 blanques peó · d1 blanques torre · g1 blanques rei | 2 |
| 1 | a8 negres torre · d8 negres rei · h8 negres torre · a7 negres peó · b7 negres peó · d7 negres peó · f7 negres peó · g7 negres alfil · h7 negres peó · c6 negres cavall · g6 negres peó · c3 blanques cavall · d3 blanques torre · f3 blanques cavall · a2 blanques peó · b2 blanques peó · c2 blanques peó · f2 blanques peó · g2 blanques peó · h2 blanques peó · d1 blanques torre · g1 blanques rei | a8 negres torre · d8 negres rei · h8 negres torre · a7 negres peó · b7 negres peó · d7 negres peó · f7 negres peó · g7 negres alfil · h7 negres peó · c6 negres cavall · g6 negres peó · c3 blanques cavall · d3 blanques torre · f3 blanques cavall · a2 blanques peó · b2 blanques peó · c2 blanques peó · f2 blanques peó · g2 blanques peó · h2 blanques peó · d1 blanques torre · g1 blanques rei | a8 negres torre · d8 negres rei · h8 negres torre · a7 negres peó · b7 negres peó · d7 negres peó · f7 negres peó · g7 negres alfil · h7 negres peó · c6 negres cavall · g6 negres peó · c3 blanques cavall · d3 blanques torre · f3 blanques cavall · a2 blanques peó · b2 blanques peó · c2 blanques peó · f2 blanques peó · g2 blanques peó · h2 blanques peó · d1 blanques torre · g1 blanques rei | a8 negres torre · d8 negres rei · h8 negres torre · a7 negres peó · b7 negres peó · d7 negres peó · f7 negres peó · g7 negres alfil · h7 negres peó · c6 negres cavall · g6 negres peó · c3 blanques cavall · d3 blanques torre · f3 blanques cavall · a2 blanques peó · b2 blanques peó · c2 blanques peó · f2 blanques peó · g2 blanques peó · h2 blanques peó · d1 blanques torre · g1 blanques rei | a8 negres torre · d8 negres rei · h8 negres torre · a7 negres peó · b7 negres peó · d7 negres peó · f7 negres peó · g7 negres alfil · h7 negres peó · c6 negres cavall · g6 negres peó · c3 blanques cavall · d3 blanques torre · f3 blanques cavall · a2 blanques peó · b2 blanques peó · c2 blanques peó · f2 blanques peó · g2 blanques peó · h2 blanques peó · d1 blanques torre · g1 blanques rei | a8 negres torre · d8 negres rei · h8 negres torre · a7 negres peó · b7 negres peó · d7 negres peó · f7 negres peó · g7 negres alfil · h7 negres peó · c6 negres cavall · g6 negres peó · c3 blanques cavall · d3 blanques torre · f3 blanques cavall · a2 blanques peó · b2 blanques peó · c2 blanques peó · f2 blanques peó · g2 blanques peó · h2 blanques peó · d1 blanques torre · g1 blanques rei | a8 negres torre · d8 negres rei · h8 negres torre · a7 negres peó · b7 negres peó · d7 negres peó · f7 negres peó · g7 negres alfil · h7 negres peó · c6 negres cavall · g6 negres peó · c3 blanques cavall · d3 blanques torre · f3 blanques cavall · a2 blanques peó · b2 blanques peó · c2 blanques peó · f2 blanques peó · g2 blanques peó · h2 blanques peó · d1 blanques torre · g1 blanques rei | a8 negres torre · d8 negres rei · h8 negres torre · a7 negres peó · b7 negres peó · d7 negres peó · f7 negres peó · g7 negres alfil · h7 negres peó · c6 negres cavall · g6 negres peó · c3 blanques cavall · d3 blanques torre · f3 blanques cavall · a2 blanques peó · b2 blanques peó · c2 blanques peó · f2 blanques peó · g2 blanques peó · h2 blanques peó · d1 blanques torre · g1 blanques rei | 1 |
|   | a | b | c | d | e | f | g | h |   |

En escacs, una bateria és una formació que consta de dues o més peces en la mateixa fila, columna, o diagonal. És un concepte tàctic que consisteix a planificar una sèrie de captures per eliminar la protecció del rei de l'oponent, o simplement per guanyar en els canvis.
Alguns autors d'escacs limiten el concepte de bateria a "una disposició de dues peces en línia amb el rei enemic en una fila, una columna o una diagonal de manera que si la peça del mig es mou, es donarà un escac a la descoberta". Tanmateix, als blocs de Chessgames.com i als comentaris de partides d'altres llocs web d'escacs, el terme també s'empra en els casos en què moure la peça del mig descobrirà una amenaça qualsevol, encara que no sigui un xec al llarg de la línia oberta.
|  |

## Debat i exemples
És especialment eficaç formar una bateria utilitzant torres perquè es poden combinar per ocupar la mateixa fila o columna. En teoria, els alfils també poden formar una bateria en cas de subpromoció d'un peó a un alfil que ocupa la mateixa diagonal que l'altre alfil. En partides reals, però, sovint s'utilitzen la dama i les torres.
Les bateries s'utilitzen sovint com a part d'una combinació que també pot implicar altres tipus de tàctiques d'escacs. En algunes obertures d'escacs, la dama sovint participa en la posada en marxa, i passa a formar part d'una bateria però es reserva per a la captura final en la sèrie d'intercanvi de peces. Per exemple, a la línia principal de la siciliana tancada caracteritzada per 1.e4 c5 2. Cc3 Cc6 3.g3 g6 4. Ag2 Ag7 5.d3 d6, on les opcions principals de les blanques són 6. Ae3 seguit de Dd2 i 0-0-0; i 6.f4 seguit de Cf3 i 0-0, la intenció de les blanques és formar una bateria amb les torres.
|   | a | b | c | d | e | f | g | h |   |
| 8 | a8 negres torre · b8 negres cavall · d8 negres dama · e8 negres rei · h8 negres torre · a7 negres peó · b7 negres peó · e7 negres peó · f7 negres peó · g7 negres alfil · h7 negres peó · d6 negres peó · f6 negres cavall · g6 negres peó · f4 blanques peó · c3 blanques cavall · d3 blanques peó · e3 blanques torre · f3 blanques cavall · g3 blanques peó · a2 blanques peó · b2 blanques peó · c2 blanques peó · e2 blanques dama · g2 blanques alfil · h2 blanques peó · c1 blanques rei · e1 blanques torre | a8 negres torre · b8 negres cavall · d8 negres dama · e8 negres rei · h8 negres torre · a7 negres peó · b7 negres peó · e7 negres peó · f7 negres peó · g7 negres alfil · h7 negres peó · d6 negres peó · f6 negres cavall · g6 negres peó · f4 blanques peó · c3 blanques cavall · d3 blanques peó · e3 blanques torre · f3 blanques cavall · g3 blanques peó · a2 blanques peó · b2 blanques peó · c2 blanques peó · e2 blanques dama · g2 blanques alfil · h2 blanques peó · c1 blanques rei · e1 blanques torre | a8 negres torre · b8 negres cavall · d8 negres dama · e8 negres rei · h8 negres torre · a7 negres peó · b7 negres peó · e7 negres peó · f7 negres peó · g7 negres alfil · h7 negres peó · d6 negres peó · f6 negres cavall · g6 negres peó · f4 blanques peó · c3 blanques cavall · d3 blanques peó · e3 blanques torre · f3 blanques cavall · g3 blanques peó · a2 blanques peó · b2 blanques peó · c2 blanques peó · e2 blanques dama · g2 blanques alfil · h2 blanques peó · c1 blanques rei · e1 blanques torre | a8 negres torre · b8 negres cavall · d8 negres dama · e8 negres rei · h8 negres torre · a7 negres peó · b7 negres peó · e7 negres peó · f7 negres peó · g7 negres alfil · h7 negres peó · d6 negres peó · f6 negres cavall · g6 negres peó · f4 blanques peó · c3 blanques cavall · d3 blanques peó · e3 blanques torre · f3 blanques cavall · g3 blanques peó · a2 blanques peó · b2 blanques peó · c2 blanques peó · e2 blanques dama · g2 blanques alfil · h2 blanques peó · c1 blanques rei · e1 blanques torre | a8 negres torre · b8 negres cavall · d8 negres dama · e8 negres rei · h8 negres torre · a7 negres peó · b7 negres peó · e7 negres peó · f7 negres peó · g7 negres alfil · h7 negres peó · d6 negres peó · f6 negres cavall · g6 negres peó · f4 blanques peó · c3 blanques cavall · d3 blanques peó · e3 blanques torre · f3 blanques cavall · g3 blanques peó · a2 blanques peó · b2 blanques peó · c2 blanques peó · e2 blanques dama · g2 blanques alfil · h2 blanques peó · c1 blanques rei · e1 blanques torre | a8 negres torre · b8 negres cavall · d8 negres dama · e8 negres rei · h8 negres torre · a7 negres peó · b7 negres peó · e7 negres peó · f7 negres peó · g7 negres alfil · h7 negres peó · d6 negres peó · f6 negres cavall · g6 negres peó · f4 blanques peó · c3 blanques cavall · d3 blanques peó · e3 blanques torre · f3 blanques cavall · g3 blanques peó · a2 blanques peó · b2 blanques peó · c2 blanques peó · e2 blanques dama · g2 blanques alfil · h2 blanques peó · c1 blanques rei · e1 blanques torre | a8 negres torre · b8 negres cavall · d8 negres dama · e8 negres rei · h8 negres torre · a7 negres peó · b7 negres peó · e7 negres peó · f7 negres peó · g7 negres alfil · h7 negres peó · d6 negres peó · f6 negres cavall · g6 negres peó · f4 blanques peó · c3 blanques cavall · d3 blanques peó · e3 blanques torre · f3 blanques cavall · g3 blanques peó · a2 blanques peó · b2 blanques peó · c2 blanques peó · e2 blanques dama · g2 blanques alfil · h2 blanques peó · c1 blanques rei · e1 blanques torre | a8 negres torre · b8 negres cavall · d8 negres dama · e8 negres rei · h8 negres torre · a7 negres peó · b7 negres peó · e7 negres peó · f7 negres peó · g7 negres alfil · h7 negres peó · d6 negres peó · f6 negres cavall · g6 negres peó · f4 blanques peó · c3 blanques cavall · d3 blanques peó · e3 blanques torre · f3 blanques cavall · g3 blanques peó · a2 blanques peó · b2 blanques peó · c2 blanques peó · e2 blanques dama · g2 blanques alfil · h2 blanques peó · c1 blanques rei · e1 blanques torre | 8 |
| 7 | a8 negres torre · b8 negres cavall · d8 negres dama · e8 negres rei · h8 negres torre · a7 negres peó · b7 negres peó · e7 negres peó · f7 negres peó · g7 negres alfil · h7 negres peó · d6 negres peó · f6 negres cavall · g6 negres peó · f4 blanques peó · c3 blanques cavall · d3 blanques peó · e3 blanques torre · f3 blanques cavall · g3 blanques peó · a2 blanques peó · b2 blanques peó · c2 blanques peó · e2 blanques dama · g2 blanques alfil · h2 blanques peó · c1 blanques rei · e1 blanques torre | a8 negres torre · b8 negres cavall · d8 negres dama · e8 negres rei · h8 negres torre · a7 negres peó · b7 negres peó · e7 negres peó · f7 negres peó · g7 negres alfil · h7 negres peó · d6 negres peó · f6 negres cavall · g6 negres peó · f4 blanques peó · c3 blanques cavall · d3 blanques peó · e3 blanques torre · f3 blanques cavall · g3 blanques peó · a2 blanques peó · b2 blanques peó · c2 blanques peó · e2 blanques dama · g2 blanques alfil · h2 blanques peó · c1 blanques rei · e1 blanques torre | a8 negres torre · b8 negres cavall · d8 negres dama · e8 negres rei · h8 negres torre · a7 negres peó · b7 negres peó · e7 negres peó · f7 negres peó · g7 negres alfil · h7 negres peó · d6 negres peó · f6 negres cavall · g6 negres peó · f4 blanques peó · c3 blanques cavall · d3 blanques peó · e3 blanques torre · f3 blanques cavall · g3 blanques peó · a2 blanques peó · b2 blanques peó · c2 blanques peó · e2 blanques dama · g2 blanques alfil · h2 blanques peó · c1 blanques rei · e1 blanques torre | a8 negres torre · b8 negres cavall · d8 negres dama · e8 negres rei · h8 negres torre · a7 negres peó · b7 negres peó · e7 negres peó · f7 negres peó · g7 negres alfil · h7 negres peó · d6 negres peó · f6 negres cavall · g6 negres peó · f4 blanques peó · c3 blanques cavall · d3 blanques peó · e3 blanques torre · f3 blanques cavall · g3 blanques peó · a2 blanques peó · b2 blanques peó · c2 blanques peó · e2 blanques dama · g2 blanques alfil · h2 blanques peó · c1 blanques rei · e1 blanques torre | a8 negres torre · b8 negres cavall · d8 negres dama · e8 negres rei · h8 negres torre · a7 negres peó · b7 negres peó · e7 negres peó · f7 negres peó · g7 negres alfil · h7 negres peó · d6 negres peó · f6 negres cavall · g6 negres peó · f4 blanques peó · c3 blanques cavall · d3 blanques peó · e3 blanques torre · f3 blanques cavall · g3 blanques peó · a2 blanques peó · b2 blanques peó · c2 blanques peó · e2 blanques dama · g2 blanques alfil · h2 blanques peó · c1 blanques rei · e1 blanques torre | a8 negres torre · b8 negres cavall · d8 negres dama · e8 negres rei · h8 negres torre · a7 negres peó · b7 negres peó · e7 negres peó · f7 negres peó · g7 negres alfil · h7 negres peó · d6 negres peó · f6 negres cavall · g6 negres peó · f4 blanques peó · c3 blanques cavall · d3 blanques peó · e3 blanques torre · f3 blanques cavall · g3 blanques peó · a2 blanques peó · b2 blanques peó · c2 blanques peó · e2 blanques dama · g2 blanques alfil · h2 blanques peó · c1 blanques rei · e1 blanques torre | a8 negres torre · b8 negres cavall · d8 negres dama · e8 negres rei · h8 negres torre · a7 negres peó · b7 negres peó · e7 negres peó · f7 negres peó · g7 negres alfil · h7 negres peó · d6 negres peó · f6 negres cavall · g6 negres peó · f4 blanques peó · c3 blanques cavall · d3 blanques peó · e3 blanques torre · f3 blanques cavall · g3 blanques peó · a2 blanques peó · b2 blanques peó · c2 blanques peó · e2 blanques dama · g2 blanques alfil · h2 blanques peó · c1 blanques rei · e1 blanques torre | a8 negres torre · b8 negres cavall · d8 negres dama · e8 negres rei · h8 negres torre · a7 negres peó · b7 negres peó · e7 negres peó · f7 negres peó · g7 negres alfil · h7 negres peó · d6 negres peó · f6 negres cavall · g6 negres peó · f4 blanques peó · c3 blanques cavall · d3 blanques peó · e3 blanques torre · f3 blanques cavall · g3 blanques peó · a2 blanques peó · b2 blanques peó · c2 blanques peó · e2 blanques dama · g2 blanques alfil · h2 blanques peó · c1 blanques rei · e1 blanques torre | 7 |
| 6 | a8 negres torre · b8 negres cavall · d8 negres dama · e8 negres rei · h8 negres torre · a7 negres peó · b7 negres peó · e7 negres peó · f7 negres peó · g7 negres alfil · h7 negres peó · d6 negres peó · f6 negres cavall · g6 negres peó · f4 blanques peó · c3 blanques cavall · d3 blanques peó · e3 blanques torre · f3 blanques cavall · g3 blanques peó · a2 blanques peó · b2 blanques peó · c2 blanques peó · e2 blanques dama · g2 blanques alfil · h2 blanques peó · c1 blanques rei · e1 blanques torre | a8 negres torre · b8 negres cavall · d8 negres dama · e8 negres rei · h8 negres torre · a7 negres peó · b7 negres peó · e7 negres peó · f7 negres peó · g7 negres alfil · h7 negres peó · d6 negres peó · f6 negres cavall · g6 negres peó · f4 blanques peó · c3 blanques cavall · d3 blanques peó · e3 blanques torre · f3 blanques cavall · g3 blanques peó · a2 blanques peó · b2 blanques peó · c2 blanques peó · e2 blanques dama · g2 blanques alfil · h2 blanques peó · c1 blanques rei · e1 blanques torre | a8 negres torre · b8 negres cavall · d8 negres dama · e8 negres rei · h8 negres torre · a7 negres peó · b7 negres peó · e7 negres peó · f7 negres peó · g7 negres alfil · h7 negres peó · d6 negres peó · f6 negres cavall · g6 negres peó · f4 blanques peó · c3 blanques cavall · d3 blanques peó · e3 blanques torre · f3 blanques cavall · g3 blanques peó · a2 blanques peó · b2 blanques peó · c2 blanques peó · e2 blanques dama · g2 blanques alfil · h2 blanques peó · c1 blanques rei · e1 blanques torre | a8 negres torre · b8 negres cavall · d8 negres dama · e8 negres rei · h8 negres torre · a7 negres peó · b7 negres peó · e7 negres peó · f7 negres peó · g7 negres alfil · h7 negres peó · d6 negres peó · f6 negres cavall · g6 negres peó · f4 blanques peó · c3 blanques cavall · d3 blanques peó · e3 blanques torre · f3 blanques cavall · g3 blanques peó · a2 blanques peó · b2 blanques peó · c2 blanques peó · e2 blanques dama · g2 blanques alfil · h2 blanques peó · c1 blanques rei · e1 blanques torre | a8 negres torre · b8 negres cavall · d8 negres dama · e8 negres rei · h8 negres torre · a7 negres peó · b7 negres peó · e7 negres peó · f7 negres peó · g7 negres alfil · h7 negres peó · d6 negres peó · f6 negres cavall · g6 negres peó · f4 blanques peó · c3 blanques cavall · d3 blanques peó · e3 blanques torre · f3 blanques cavall · g3 blanques peó · a2 blanques peó · b2 blanques peó · c2 blanques peó · e2 blanques dama · g2 blanques alfil · h2 blanques peó · c1 blanques rei · e1 blanques torre | a8 negres torre · b8 negres cavall · d8 negres dama · e8 negres rei · h8 negres torre · a7 negres peó · b7 negres peó · e7 negres peó · f7 negres peó · g7 negres alfil · h7 negres peó · d6 negres peó · f6 negres cavall · g6 negres peó · f4 blanques peó · c3 blanques cavall · d3 blanques peó · e3 blanques torre · f3 blanques cavall · g3 blanques peó · a2 blanques peó · b2 blanques peó · c2 blanques peó · e2 blanques dama · g2 blanques alfil · h2 blanques peó · c1 blanques rei · e1 blanques torre | a8 negres torre · b8 negres cavall · d8 negres dama · e8 negres rei · h8 negres torre · a7 negres peó · b7 negres peó · e7 negres peó · f7 negres peó · g7 negres alfil · h7 negres peó · d6 negres peó · f6 negres cavall · g6 negres peó · f4 blanques peó · c3 blanques cavall · d3 blanques peó · e3 blanques torre · f3 blanques cavall · g3 blanques peó · a2 blanques peó · b2 blanques peó · c2 blanques peó · e2 blanques dama · g2 blanques alfil · h2 blanques peó · c1 blanques rei · e1 blanques torre | a8 negres torre · b8 negres cavall · d8 negres dama · e8 negres rei · h8 negres torre · a7 negres peó · b7 negres peó · e7 negres peó · f7 negres peó · g7 negres alfil · h7 negres peó · d6 negres peó · f6 negres cavall · g6 negres peó · f4 blanques peó · c3 blanques cavall · d3 blanques peó · e3 blanques torre · f3 blanques cavall · g3 blanques peó · a2 blanques peó · b2 blanques peó · c2 blanques peó · e2 blanques dama · g2 blanques alfil · h2 blanques peó · c1 blanques rei · e1 blanques torre | 6 |
| 5 | a8 negres torre · b8 negres cavall · d8 negres dama · e8 negres rei · h8 negres torre · a7 negres peó · b7 negres peó · e7 negres peó · f7 negres peó · g7 negres alfil · h7 negres peó · d6 negres peó · f6 negres cavall · g6 negres peó · f4 blanques peó · c3 blanques cavall · d3 blanques peó · e3 blanques torre · f3 blanques cavall · g3 blanques peó · a2 blanques peó · b2 blanques peó · c2 blanques peó · e2 blanques dama · g2 blanques alfil · h2 blanques peó · c1 blanques rei · e1 blanques torre | a8 negres torre · b8 negres cavall · d8 negres dama · e8 negres rei · h8 negres torre · a7 negres peó · b7 negres peó · e7 negres peó · f7 negres peó · g7 negres alfil · h7 negres peó · d6 negres peó · f6 negres cavall · g6 negres peó · f4 blanques peó · c3 blanques cavall · d3 blanques peó · e3 blanques torre · f3 blanques cavall · g3 blanques peó · a2 blanques peó · b2 blanques peó · c2 blanques peó · e2 blanques dama · g2 blanques alfil · h2 blanques peó · c1 blanques rei · e1 blanques torre | a8 negres torre · b8 negres cavall · d8 negres dama · e8 negres rei · h8 negres torre · a7 negres peó · b7 negres peó · e7 negres peó · f7 negres peó · g7 negres alfil · h7 negres peó · d6 negres peó · f6 negres cavall · g6 negres peó · f4 blanques peó · c3 blanques cavall · d3 blanques peó · e3 blanques torre · f3 blanques cavall · g3 blanques peó · a2 blanques peó · b2 blanques peó · c2 blanques peó · e2 blanques dama · g2 blanques alfil · h2 blanques peó · c1 blanques rei · e1 blanques torre | a8 negres torre · b8 negres cavall · d8 negres dama · e8 negres rei · h8 negres torre · a7 negres peó · b7 negres peó · e7 negres peó · f7 negres peó · g7 negres alfil · h7 negres peó · d6 negres peó · f6 negres cavall · g6 negres peó · f4 blanques peó · c3 blanques cavall · d3 blanques peó · e3 blanques torre · f3 blanques cavall · g3 blanques peó · a2 blanques peó · b2 blanques peó · c2 blanques peó · e2 blanques dama · g2 blanques alfil · h2 blanques peó · c1 blanques rei · e1 blanques torre | a8 negres torre · b8 negres cavall · d8 negres dama · e8 negres rei · h8 negres torre · a7 negres peó · b7 negres peó · e7 negres peó · f7 negres peó · g7 negres alfil · h7 negres peó · d6 negres peó · f6 negres cavall · g6 negres peó · f4 blanques peó · c3 blanques cavall · d3 blanques peó · e3 blanques torre · f3 blanques cavall · g3 blanques peó · a2 blanques peó · b2 blanques peó · c2 blanques peó · e2 blanques dama · g2 blanques alfil · h2 blanques peó · c1 blanques rei · e1 blanques torre | a8 negres torre · b8 negres cavall · d8 negres dama · e8 negres rei · h8 negres torre · a7 negres peó · b7 negres peó · e7 negres peó · f7 negres peó · g7 negres alfil · h7 negres peó · d6 negres peó · f6 negres cavall · g6 negres peó · f4 blanques peó · c3 blanques cavall · d3 blanques peó · e3 blanques torre · f3 blanques cavall · g3 blanques peó · a2 blanques peó · b2 blanques peó · c2 blanques peó · e2 blanques dama · g2 blanques alfil · h2 blanques peó · c1 blanques rei · e1 blanques torre | a8 negres torre · b8 negres cavall · d8 negres dama · e8 negres rei · h8 negres torre · a7 negres peó · b7 negres peó · e7 negres peó · f7 negres peó · g7 negres alfil · h7 negres peó · d6 negres peó · f6 negres cavall · g6 negres peó · f4 blanques peó · c3 blanques cavall · d3 blanques peó · e3 blanques torre · f3 blanques cavall · g3 blanques peó · a2 blanques peó · b2 blanques peó · c2 blanques peó · e2 blanques dama · g2 blanques alfil · h2 blanques peó · c1 blanques rei · e1 blanques torre | a8 negres torre · b8 negres cavall · d8 negres dama · e8 negres rei · h8 negres torre · a7 negres peó · b7 negres peó · e7 negres peó · f7 negres peó · g7 negres alfil · h7 negres peó · d6 negres peó · f6 negres cavall · g6 negres peó · f4 blanques peó · c3 blanques cavall · d3 blanques peó · e3 blanques torre · f3 blanques cavall · g3 blanques peó · a2 blanques peó · b2 blanques peó · c2 blanques peó · e2 blanques dama · g2 blanques alfil · h2 blanques peó · c1 blanques rei · e1 blanques torre | 5 |
| 4 | a8 negres torre · b8 negres cavall · d8 negres dama · e8 negres rei · h8 negres torre · a7 negres peó · b7 negres peó · e7 negres peó · f7 negres peó · g7 negres alfil · h7 negres peó · d6 negres peó · f6 negres cavall · g6 negres peó · f4 blanques peó · c3 blanques cavall · d3 blanques peó · e3 blanques torre · f3 blanques cavall · g3 blanques peó · a2 blanques peó · b2 blanques peó · c2 blanques peó · e2 blanques dama · g2 blanques alfil · h2 blanques peó · c1 blanques rei · e1 blanques torre | a8 negres torre · b8 negres cavall · d8 negres dama · e8 negres rei · h8 negres torre · a7 negres peó · b7 negres peó · e7 negres peó · f7 negres peó · g7 negres alfil · h7 negres peó · d6 negres peó · f6 negres cavall · g6 negres peó · f4 blanques peó · c3 blanques cavall · d3 blanques peó · e3 blanques torre · f3 blanques cavall · g3 blanques peó · a2 blanques peó · b2 blanques peó · c2 blanques peó · e2 blanques dama · g2 blanques alfil · h2 blanques peó · c1 blanques rei · e1 blanques torre | a8 negres torre · b8 negres cavall · d8 negres dama · e8 negres rei · h8 negres torre · a7 negres peó · b7 negres peó · e7 negres peó · f7 negres peó · g7 negres alfil · h7 negres peó · d6 negres peó · f6 negres cavall · g6 negres peó · f4 blanques peó · c3 blanques cavall · d3 blanques peó · e3 blanques torre · f3 blanques cavall · g3 blanques peó · a2 blanques peó · b2 blanques peó · c2 blanques peó · e2 blanques dama · g2 blanques alfil · h2 blanques peó · c1 blanques rei · e1 blanques torre | a8 negres torre · b8 negres cavall · d8 negres dama · e8 negres rei · h8 negres torre · a7 negres peó · b7 negres peó · e7 negres peó · f7 negres peó · g7 negres alfil · h7 negres peó · d6 negres peó · f6 negres cavall · g6 negres peó · f4 blanques peó · c3 blanques cavall · d3 blanques peó · e3 blanques torre · f3 blanques cavall · g3 blanques peó · a2 blanques peó · b2 blanques peó · c2 blanques peó · e2 blanques dama · g2 blanques alfil · h2 blanques peó · c1 blanques rei · e1 blanques torre | a8 negres torre · b8 negres cavall · d8 negres dama · e8 negres rei · h8 negres torre · a7 negres peó · b7 negres peó · e7 negres peó · f7 negres peó · g7 negres alfil · h7 negres peó · d6 negres peó · f6 negres cavall · g6 negres peó · f4 blanques peó · c3 blanques cavall · d3 blanques peó · e3 blanques torre · f3 blanques cavall · g3 blanques peó · a2 blanques peó · b2 blanques peó · c2 blanques peó · e2 blanques dama · g2 blanques alfil · h2 blanques peó · c1 blanques rei · e1 blanques torre | a8 negres torre · b8 negres cavall · d8 negres dama · e8 negres rei · h8 negres torre · a7 negres peó · b7 negres peó · e7 negres peó · f7 negres peó · g7 negres alfil · h7 negres peó · d6 negres peó · f6 negres cavall · g6 negres peó · f4 blanques peó · c3 blanques cavall · d3 blanques peó · e3 blanques torre · f3 blanques cavall · g3 blanques peó · a2 blanques peó · b2 blanques peó · c2 blanques peó · e2 blanques dama · g2 blanques alfil · h2 blanques peó · c1 blanques rei · e1 blanques torre | a8 negres torre · b8 negres cavall · d8 negres dama · e8 negres rei · h8 negres torre · a7 negres peó · b7 negres peó · e7 negres peó · f7 negres peó · g7 negres alfil · h7 negres peó · d6 negres peó · f6 negres cavall · g6 negres peó · f4 blanques peó · c3 blanques cavall · d3 blanques peó · e3 blanques torre · f3 blanques cavall · g3 blanques peó · a2 blanques peó · b2 blanques peó · c2 blanques peó · e2 blanques dama · g2 blanques alfil · h2 blanques peó · c1 blanques rei · e1 blanques torre | a8 negres torre · b8 negres cavall · d8 negres dama · e8 negres rei · h8 negres torre · a7 negres peó · b7 negres peó · e7 negres peó · f7 negres peó · g7 negres alfil · h7 negres peó · d6 negres peó · f6 negres cavall · g6 negres peó · f4 blanques peó · c3 blanques cavall · d3 blanques peó · e3 blanques torre · f3 blanques cavall · g3 blanques peó · a2 blanques peó · b2 blanques peó · c2 blanques peó · e2 blanques dama · g2 blanques alfil · h2 blanques peó · c1 blanques rei · e1 blanques torre | 4 |
| 3 | a8 negres torre · b8 negres cavall · d8 negres dama · e8 negres rei · h8 negres torre · a7 negres peó · b7 negres peó · e7 negres peó · f7 negres peó · g7 negres alfil · h7 negres peó · d6 negres peó · f6 negres cavall · g6 negres peó · f4 blanques peó · c3 blanques cavall · d3 blanques peó · e3 blanques torre · f3 blanques cavall · g3 blanques peó · a2 blanques peó · b2 blanques peó · c2 blanques peó · e2 blanques dama · g2 blanques alfil · h2 blanques peó · c1 blanques rei · e1 blanques torre | a8 negres torre · b8 negres cavall · d8 negres dama · e8 negres rei · h8 negres torre · a7 negres peó · b7 negres peó · e7 negres peó · f7 negres peó · g7 negres alfil · h7 negres peó · d6 negres peó · f6 negres cavall · g6 negres peó · f4 blanques peó · c3 blanques cavall · d3 blanques peó · e3 blanques torre · f3 blanques cavall · g3 blanques peó · a2 blanques peó · b2 blanques peó · c2 blanques peó · e2 blanques dama · g2 blanques alfil · h2 blanques peó · c1 blanques rei · e1 blanques torre | a8 negres torre · b8 negres cavall · d8 negres dama · e8 negres rei · h8 negres torre · a7 negres peó · b7 negres peó · e7 negres peó · f7 negres peó · g7 negres alfil · h7 negres peó · d6 negres peó · f6 negres cavall · g6 negres peó · f4 blanques peó · c3 blanques cavall · d3 blanques peó · e3 blanques torre · f3 blanques cavall · g3 blanques peó · a2 blanques peó · b2 blanques peó · c2 blanques peó · e2 blanques dama · g2 blanques alfil · h2 blanques peó · c1 blanques rei · e1 blanques torre | a8 negres torre · b8 negres cavall · d8 negres dama · e8 negres rei · h8 negres torre · a7 negres peó · b7 negres peó · e7 negres peó · f7 negres peó · g7 negres alfil · h7 negres peó · d6 negres peó · f6 negres cavall · g6 negres peó · f4 blanques peó · c3 blanques cavall · d3 blanques peó · e3 blanques torre · f3 blanques cavall · g3 blanques peó · a2 blanques peó · b2 blanques peó · c2 blanques peó · e2 blanques dama · g2 blanques alfil · h2 blanques peó · c1 blanques rei · e1 blanques torre | a8 negres torre · b8 negres cavall · d8 negres dama · e8 negres rei · h8 negres torre · a7 negres peó · b7 negres peó · e7 negres peó · f7 negres peó · g7 negres alfil · h7 negres peó · d6 negres peó · f6 negres cavall · g6 negres peó · f4 blanques peó · c3 blanques cavall · d3 blanques peó · e3 blanques torre · f3 blanques cavall · g3 blanques peó · a2 blanques peó · b2 blanques peó · c2 blanques peó · e2 blanques dama · g2 blanques alfil · h2 blanques peó · c1 blanques rei · e1 blanques torre | a8 negres torre · b8 negres cavall · d8 negres dama · e8 negres rei · h8 negres torre · a7 negres peó · b7 negres peó · e7 negres peó · f7 negres peó · g7 negres alfil · h7 negres peó · d6 negres peó · f6 negres cavall · g6 negres peó · f4 blanques peó · c3 blanques cavall · d3 blanques peó · e3 blanques torre · f3 blanques cavall · g3 blanques peó · a2 blanques peó · b2 blanques peó · c2 blanques peó · e2 blanques dama · g2 blanques alfil · h2 blanques peó · c1 blanques rei · e1 blanques torre | a8 negres torre · b8 negres cavall · d8 negres dama · e8 negres rei · h8 negres torre · a7 negres peó · b7 negres peó · e7 negres peó · f7 negres peó · g7 negres alfil · h7 negres peó · d6 negres peó · f6 negres cavall · g6 negres peó · f4 blanques peó · c3 blanques cavall · d3 blanques peó · e3 blanques torre · f3 blanques cavall · g3 blanques peó · a2 blanques peó · b2 blanques peó · c2 blanques peó · e2 blanques dama · g2 blanques alfil · h2 blanques peó · c1 blanques rei · e1 blanques torre | a8 negres torre · b8 negres cavall · d8 negres dama · e8 negres rei · h8 negres torre · a7 negres peó · b7 negres peó · e7 negres peó · f7 negres peó · g7 negres alfil · h7 negres peó · d6 negres peó · f6 negres cavall · g6 negres peó · f4 blanques peó · c3 blanques cavall · d3 blanques peó · e3 blanques torre · f3 blanques cavall · g3 blanques peó · a2 blanques peó · b2 blanques peó · c2 blanques peó · e2 blanques dama · g2 blanques alfil · h2 blanques peó · c1 blanques rei · e1 blanques torre | 3 |
| 2 | a8 negres torre · b8 negres cavall · d8 negres dama · e8 negres rei · h8 negres torre · a7 negres peó · b7 negres peó · e7 negres peó · f7 negres peó · g7 negres alfil · h7 negres peó · d6 negres peó · f6 negres cavall · g6 negres peó · f4 blanques peó · c3 blanques cavall · d3 blanques peó · e3 blanques torre · f3 blanques cavall · g3 blanques peó · a2 blanques peó · b2 blanques peó · c2 blanques peó · e2 blanques dama · g2 blanques alfil · h2 blanques peó · c1 blanques rei · e1 blanques torre | a8 negres torre · b8 negres cavall · d8 negres dama · e8 negres rei · h8 negres torre · a7 negres peó · b7 negres peó · e7 negres peó · f7 negres peó · g7 negres alfil · h7 negres peó · d6 negres peó · f6 negres cavall · g6 negres peó · f4 blanques peó · c3 blanques cavall · d3 blanques peó · e3 blanques torre · f3 blanques cavall · g3 blanques peó · a2 blanques peó · b2 blanques peó · c2 blanques peó · e2 blanques dama · g2 blanques alfil · h2 blanques peó · c1 blanques rei · e1 blanques torre | a8 negres torre · b8 negres cavall · d8 negres dama · e8 negres rei · h8 negres torre · a7 negres peó · b7 negres peó · e7 negres peó · f7 negres peó · g7 negres alfil · h7 negres peó · d6 negres peó · f6 negres cavall · g6 negres peó · f4 blanques peó · c3 blanques cavall · d3 blanques peó · e3 blanques torre · f3 blanques cavall · g3 blanques peó · a2 blanques peó · b2 blanques peó · c2 blanques peó · e2 blanques dama · g2 blanques alfil · h2 blanques peó · c1 blanques rei · e1 blanques torre | a8 negres torre · b8 negres cavall · d8 negres dama · e8 negres rei · h8 negres torre · a7 negres peó · b7 negres peó · e7 negres peó · f7 negres peó · g7 negres alfil · h7 negres peó · d6 negres peó · f6 negres cavall · g6 negres peó · f4 blanques peó · c3 blanques cavall · d3 blanques peó · e3 blanques torre · f3 blanques cavall · g3 blanques peó · a2 blanques peó · b2 blanques peó · c2 blanques peó · e2 blanques dama · g2 blanques alfil · h2 blanques peó · c1 blanques rei · e1 blanques torre | a8 negres torre · b8 negres cavall · d8 negres dama · e8 negres rei · h8 negres torre · a7 negres peó · b7 negres peó · e7 negres peó · f7 negres peó · g7 negres alfil · h7 negres peó · d6 negres peó · f6 negres cavall · g6 negres peó · f4 blanques peó · c3 blanques cavall · d3 blanques peó · e3 blanques torre · f3 blanques cavall · g3 blanques peó · a2 blanques peó · b2 blanques peó · c2 blanques peó · e2 blanques dama · g2 blanques alfil · h2 blanques peó · c1 blanques rei · e1 blanques torre | a8 negres torre · b8 negres cavall · d8 negres dama · e8 negres rei · h8 negres torre · a7 negres peó · b7 negres peó · e7 negres peó · f7 negres peó · g7 negres alfil · h7 negres peó · d6 negres peó · f6 negres cavall · g6 negres peó · f4 blanques peó · c3 blanques cavall · d3 blanques peó · e3 blanques torre · f3 blanques cavall · g3 blanques peó · a2 blanques peó · b2 blanques peó · c2 blanques peó · e2 blanques dama · g2 blanques alfil · h2 blanques peó · c1 blanques rei · e1 blanques torre | a8 negres torre · b8 negres cavall · d8 negres dama · e8 negres rei · h8 negres torre · a7 negres peó · b7 negres peó · e7 negres peó · f7 negres peó · g7 negres alfil · h7 negres peó · d6 negres peó · f6 negres cavall · g6 negres peó · f4 blanques peó · c3 blanques cavall · d3 blanques peó · e3 blanques torre · f3 blanques cavall · g3 blanques peó · a2 blanques peó · b2 blanques peó · c2 blanques peó · e2 blanques dama · g2 blanques alfil · h2 blanques peó · c1 blanques rei · e1 blanques torre | a8 negres torre · b8 negres cavall · d8 negres dama · e8 negres rei · h8 negres torre · a7 negres peó · b7 negres peó · e7 negres peó · f7 negres peó · g7 negres alfil · h7 negres peó · d6 negres peó · f6 negres cavall · g6 negres peó · f4 blanques peó · c3 blanques cavall · d3 blanques peó · e3 blanques torre · f3 blanques cavall · g3 blanques peó · a2 blanques peó · b2 blanques peó · c2 blanques peó · e2 blanques dama · g2 blanques alfil · h2 blanques peó · c1 blanques rei · e1 blanques torre | 2 |
| 1 | a8 negres torre · b8 negres cavall · d8 negres dama · e8 negres rei · h8 negres torre · a7 negres peó · b7 negres peó · e7 negres peó · f7 negres peó · g7 negres alfil · h7 negres peó · d6 negres peó · f6 negres cavall · g6 negres peó · f4 blanques peó · c3 blanques cavall · d3 blanques peó · e3 blanques torre · f3 blanques cavall · g3 blanques peó · a2 blanques peó · b2 blanques peó · c2 blanques peó · e2 blanques dama · g2 blanques alfil · h2 blanques peó · c1 blanques rei · e1 blanques torre | a8 negres torre · b8 negres cavall · d8 negres dama · e8 negres rei · h8 negres torre · a7 negres peó · b7 negres peó · e7 negres peó · f7 negres peó · g7 negres alfil · h7 negres peó · d6 negres peó · f6 negres cavall · g6 negres peó · f4 blanques peó · c3 blanques cavall · d3 blanques peó · e3 blanques torre · f3 blanques cavall · g3 blanques peó · a2 blanques peó · b2 blanques peó · c2 blanques peó · e2 blanques dama · g2 blanques alfil · h2 blanques peó · c1 blanques rei · e1 blanques torre | a8 negres torre · b8 negres cavall · d8 negres dama · e8 negres rei · h8 negres torre · a7 negres peó · b7 negres peó · e7 negres peó · f7 negres peó · g7 negres alfil · h7 negres peó · d6 negres peó · f6 negres cavall · g6 negres peó · f4 blanques peó · c3 blanques cavall · d3 blanques peó · e3 blanques torre · f3 blanques cavall · g3 blanques peó · a2 blanques peó · b2 blanques peó · c2 blanques peó · e2 blanques dama · g2 blanques alfil · h2 blanques peó · c1 blanques rei · e1 blanques torre | a8 negres torre · b8 negres cavall · d8 negres dama · e8 negres rei · h8 negres torre · a7 negres peó · b7 negres peó · e7 negres peó · f7 negres peó · g7 negres alfil · h7 negres peó · d6 negres peó · f6 negres cavall · g6 negres peó · f4 blanques peó · c3 blanques cavall · d3 blanques peó · e3 blanques torre · f3 blanques cavall · g3 blanques peó · a2 blanques peó · b2 blanques peó · c2 blanques peó · e2 blanques dama · g2 blanques alfil · h2 blanques peó · c1 blanques rei · e1 blanques torre | a8 negres torre · b8 negres cavall · d8 negres dama · e8 negres rei · h8 negres torre · a7 negres peó · b7 negres peó · e7 negres peó · f7 negres peó · g7 negres alfil · h7 negres peó · d6 negres peó · f6 negres cavall · g6 negres peó · f4 blanques peó · c3 blanques cavall · d3 blanques peó · e3 blanques torre · f3 blanques cavall · g3 blanques peó · a2 blanques peó · b2 blanques peó · c2 blanques peó · e2 blanques dama · g2 blanques alfil · h2 blanques peó · c1 blanques rei · e1 blanques torre | a8 negres torre · b8 negres cavall · d8 negres dama · e8 negres rei · h8 negres torre · a7 negres peó · b7 negres peó · e7 negres peó · f7 negres peó · g7 negres alfil · h7 negres peó · d6 negres peó · f6 negres cavall · g6 negres peó · f4 blanques peó · c3 blanques cavall · d3 blanques peó · e3 blanques torre · f3 blanques cavall · g3 blanques peó · a2 blanques peó · b2 blanques peó · c2 blanques peó · e2 blanques dama · g2 blanques alfil · h2 blanques peó · c1 blanques rei · e1 blanques torre | a8 negres torre · b8 negres cavall · d8 negres dama · e8 negres rei · h8 negres torre · a7 negres peó · b7 negres peó · e7 negres peó · f7 negres peó · g7 negres alfil · h7 negres peó · d6 negres peó · f6 negres cavall · g6 negres peó · f4 blanques peó · c3 blanques cavall · d3 blanques peó · e3 blanques torre · f3 blanques cavall · g3 blanques peó · a2 blanques peó · b2 blanques peó · c2 blanques peó · e2 blanques dama · g2 blanques alfil · h2 blanques peó · c1 blanques rei · e1 blanques torre | a8 negres torre · b8 negres cavall · d8 negres dama · e8 negres rei · h8 negres torre · a7 negres peó · b7 negres peó · e7 negres peó · f7 negres peó · g7 negres alfil · h7 negres peó · d6 negres peó · f6 negres cavall · g6 negres peó · f4 blanques peó · c3 blanques cavall · d3 blanques peó · e3 blanques torre · f3 blanques cavall · g3 blanques peó · a2 blanques peó · b2 blanques peó · c2 blanques peó · e2 blanques dama · g2 blanques alfil · h2 blanques peó · c1 blanques rei · e1 blanques torre | 1 |
|   | a | b | c | d | e | f | g | h |   |